# Wilhelm Furtwängler
Wilhelm Furtwängler (Berlin, 1886. január 25. – Ebersteinburg, 1954. november 30.) német karmester és zeneszerző.
Sokan a 20. század legnagyobb szimfonikus- és operakarmesterének tartják. Az 1930-as években Európa egyik vezető karmestere volt. A második világháború alatt is Németországban maradt. Bár sohasem volt a náci párt tagja, ennek a döntésének erkölcsi alapja halála óta folyamatosan vita tárgya. Számos muzsikus, kritikus és lemezgyűjtő a mai napig nagyra becsüli egyéni vezénylési stílusát, amit gyakran állítanak szembe a kor talán leghíresebb karmestere, Arturo Toscanini sokkal szabályosabb stílusával. Toscaninihez hasonlóan Furtwängler is számos későbbi karmesterre volt nagy hatással, és gyakran emlegetik akkor is, amikor előadói stílusukról beszélnek.

## Élete
Furtwängler Berlinben született. Apja, Adolf Furtwängler archeológus volt, anyja pedig festő. Gyermekkorának nagy részét Münchenben töltötte, ahol apja a város egyetemén tanított. Kicsi kora óta részesült zenei oktatásban, és kibontakozott benne egy korai rajongás Beethoven iránt, aki szorosan kapcsolódik a zeneszerző egész életéhez. Noha ma leginkább karmesterként ismert, zenét is szerzett és mindenekelőtt mint szerzőt tisztelték, a karmesteri pálcát is saját műveinek bemutatása céljából vette föl először.
Attól kezdve, hogy Furtwängler húszéves korában bemutatkozott zeneszerzőként, számos zeneművet írt, ám ezek nem kaptak nagy elismerést, és ez – a zeneszerzői karrier jelentette anyagi kockázattal együtt – arra ösztönözte, hogy a karmesteri tevékenységre koncentráljon. Első koncertjén a Kaim Zenekart (ma a Müncheni Filharmonikusok) vezényelte Anton Bruckner IX. szimfóniájában.
Később Münchenben, Strasbourgban, Lübeckben, Mannheimben, Frankfurtban és Bécsben dolgozott, majd 1920-ban állást kapott a Berlini Városi Zenekarnál, 1922-ben pedig a lipcsei Gewandhausorchesternél, illetve egyidejűleg a köztiszteletben álló Berlini Filharmonikusoknál is Nikisch Artúr örökébe lépett.
Furtwängler számos alkalommal külföldön is föllépett karmesterként. Londonban 1924-ben debütált, ahol egészen 1938-ig folytatta fellépéseit, hogy Richard Wagner Ringjéből vezényeljen egy ciklust. 1925-ben a New York-i Filharmonikusok vendégkarmestere volt, és többször visszalátogatott ide a következő két évben.
A második világháború vége felé a náci párt nyomása alól Svájcba menekült. Életének ebben az igen zaklatott periódusában komponálta a legkiválóbb munkájának tartott II. (e-moll) szimfóniáját, amelyen 1944-ben kezdett dolgozni, és bár már 1945 során elkészült, csak 1948-ban mutatta be a Berlini Filharmonikus Zenekar a szerző vezényletével. Furtwängler és a Filharmonikusok felvételt is készítettek a szimfóniáról a Deutsche Grammophonnál. A zene nagyrészt Bruckner és Gustav Mahler tradícióit követte, nagy létszámú zenekarra komponálva romantikus és drámai témákkal. Egy másik fontos darabját, a zongoraversenyt 1937-ben, elkészültének évében mutattak be, majd 1954-ben a szerző átdolgozta. Ennek a műnek Furtwängler számos témáját beemelte a befejezetlen III. (c-moll) szimfóniájába.
A háború után folytatódott a fellépések és a felvételek sora, és továbbra is népszerű karmester maradt Európában. 1954-ben halt meg Ebersteinburgban, Baden-Baden közelében. A heidelbergi Bergfriedhofban temették el. Halálának tizedik évfordulóján a londoni Royal Albert Hallban koncerttel tisztelegtek előtte, melyet életrajzírója Hans-Hubert Schönzeler vezényelt.

## Karmesteri stílusa
Furtwänglernek egyedülálló vezénylési stílusa volt. A szimfonikus zenére a természet alkotásaként tekintett, amelynek hangként való megvalósítása csak szubjektíven képzelhető el. Ez az oka, hogy az olyan zeneszerzők mint Beethoven, Brahms vagy Bruckner, központi helyet foglaltak el Furtwängler repertoárjában, mivel a hatalmas természeti erőkkel azonosította őket. Nem kedvelte Toscanini hozzáállását a német zenéhez: egy alkalommal kisétált egy koncertjéről, és megjegyezte, hogy a világhírű karmester „puszta metronóm”.
Furtwängler híres volt artikulálatlan beszédéről: amikor Carl Brinitzer a német BBC-től megpróbált interjút készíteni vele, azt hitte, hogy egy értelmi fogyatékossal áll szemben. Egy stockholmi zenekari próba is dokumentálja nehezen érthető beszédét, gyakran csak búgó hangokat és motyogást lehet kivenni. Másrészt viszont zenei témájú esszéiben mély gondolatok fogalmazódnak meg. Mindenesetre Furtwängler nagy tiszteletnek örvendett a zenészek körében. Még az általában teljes ellentétének és vetélytársának tekinthető Toscanini is (aki politikai alapon egyébként élesen kritizálta Furtwänglert), amikor arra kérték, nevezze meg a világ legjobb karmesterét önmagát leszámítva, azt mondta: „Furtwängler!”
Leghíresebbek Beethoven-, Brahms-, Bruckner- és Wagner-bemutatói voltak, noha a modern zeneszerzők műveit is kiválóan vezényelte, főleg Paul Hindemith és Arnold Schönberg darabjait, illetve 1932. október 31-én ő dirigálta Prokofjev V. zongoraversenyének világpremierjét is (a szerzővel a zongoránál). Több alkalommal vezényelte Bartók Béla Concerto zenekarra című művét is.

## Magyarul
- Zene és szó; ford. Gergely Erzsébet, bev. Albert István; Gondolat, Bp., 1969
- Zene és szó. Zenei és esztétikai írások. Diszkográfia; szerk. Dán Károly, ford. Aradi László; Q. E. D., Bp., 2002

## Fordítás
- Ez a szócikk részben vagy egészben  a   Wilhelm Furtwängler című angol Wikipédia-szócikk fordításán alapul.  Az eredeti cikk szerkesztőit annak laptörténete sorolja fel. Ez a jelzés csupán a megfogalmazás eredetét és a szerzői jogokat jelzi, nem szolgál a cikkben szereplő információk forrásmegjelöléseként.

1. ↑  Find a Grave (angol nyelven). Find a Grave . (Hozzáférés: 2024. november 16.)